# Tetsu Sugiyama
Tetsu Sugiyama (født 26. juni 1981) er en japansk fodboldspiller.
Han har spillet for flere forskellige klubber i sin karriere, herunder Kashima Antlers og Hokkaido Consadole Sapporo.